# 飞凡里程常客计划
飞凡里程常客计划 （英語：SkyMiles）是达美航空为其飞行常客所提供的飞行常客计划，其会员可以通過购买X舱及以上的旅客和在达美航空联名信用卡上消费获得里程，里程可兑换机票和商务舱及头等舱升舱。达美航空于1981年成立“ 达美航空飞行常客计划 ”，1995年更名为飞凡里程常客计划。起初，包括达美航空在内的其他航司只提供航空旅行里程，而不提供信用卡消费换取里程。达美航空自称是美国第一家设立永久里程的航空公司，其会员可以随时兑换奖励，此举引来其他航司纷纷效仿。另外，达美航空还设有为中小型企业提供商务飞行常客计划的飞凡商旅优惠计划（英語：SkyBonus），积分可用于兑换免费航班、升舱、贵宾身份和其他旅行奖励。数家独立新闻机构对该计划给予相当高的评价。

## 合作伙伴
达美航空与旗下达美连接航空和达美快线航空共用同一飞行常客计划，还与天合联盟成员及以下航空公司有合作关系。
- 夏威夷航空[11]
- 捷星亚洲航空
- 智利南美航空[12]
- 天马航空
- 泰国亚洲航空
- 维珍航空[13]
- 维珍澳洲航空[14]
- 西捷航空[15]

## 尊爵会
达美航空在飞凡里程计划中提供四种贵宾级别。其贵宾等级被称为「尊爵会」（英语：Medallion status），需要在每年1月1至1月3日期间积攒一定数量的“尊爵会资格里程”（MQM）和“尊爵会资格航段”（MQS）才能获得。2014年起，除了里程或航段要求外，其会员还需要积攒定级消费。
2023年9月，达美航空宣布将对尊爵会获取方式进行重大调整。用定级消费取代里程和航段要求，并增加消费额的获取方式，包括与美国运通合作的飞凡里程联名信用卡的消费会被计算到定级消费额内。

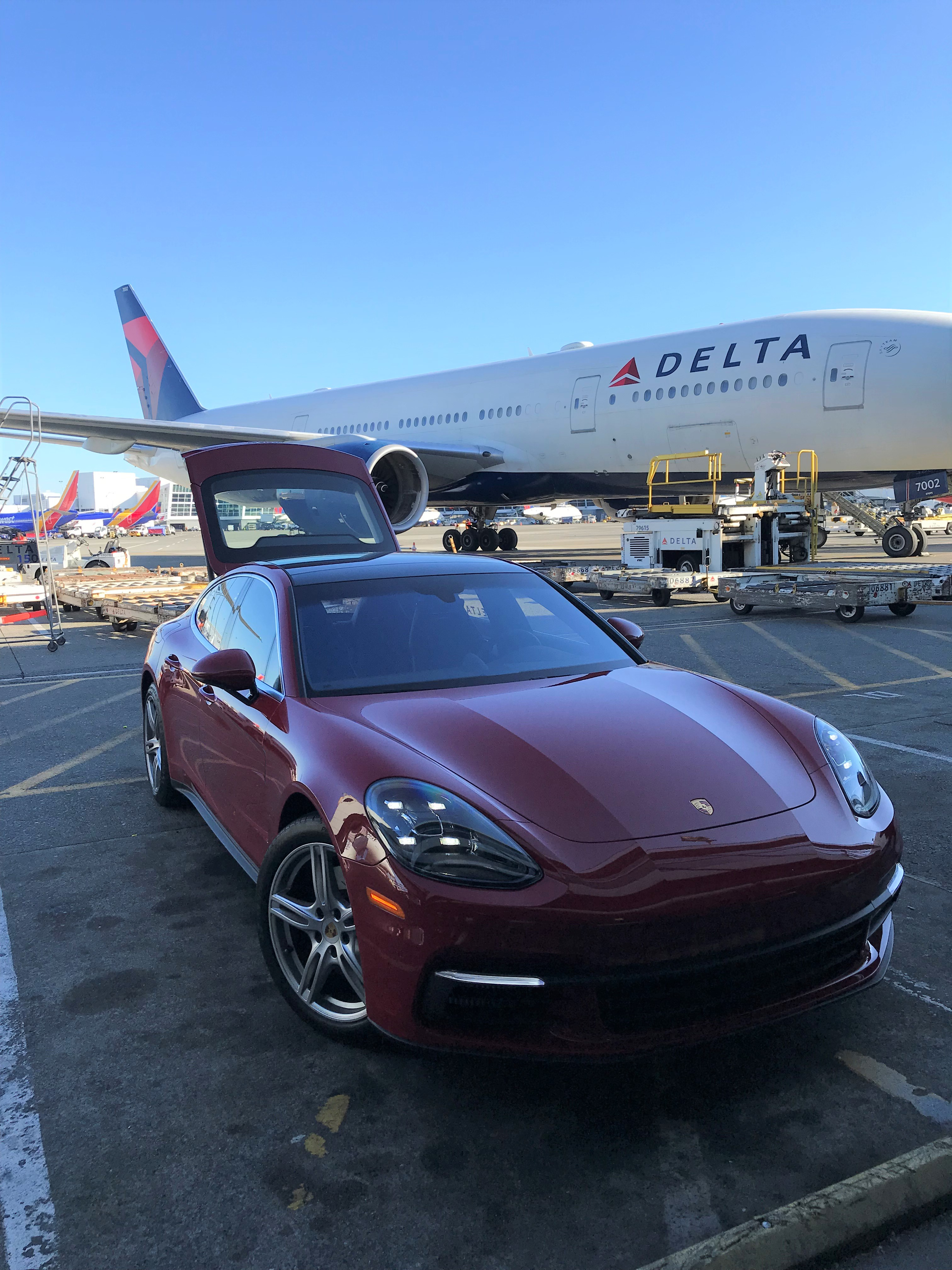
达美贵宾接驳专车，摄于西雅图-塔科马机场

| 等级名称         | MQD要求 | 缩写 |
| ---------------- | ------- | ---- |
| 尊爵会银籍会员   | $6,000  | FO   |
| 尊爵会金籍会员   | $12,000 | GM   |
| 尊爵会铂金籍会员 | $18,000 | PM   |
| 尊爵会钻石籍会员 | $35,000 | DM   |

达美私人飞机持卡人會自动获得尊爵会钻石级会员。尊爵贵会员在乘坐达美航空和指定的代码共享航班时，可在美国本土（夏威夷除外）、百慕大群岛、加拿大、中美洲、南美洲、加勒比海和墨西哥之间的航班根据供应情况提供无限次免费升舱。当头等舱和商务舱售罄时，尊爵会会员可升舱至优选经济舱。虽然不是一项公开的服务，尊爵会顶级会员在达美航空枢纽可享受专车接送服务。达美航空将其邀请制会员称为达美360，仅授予少数钻石籍会员。达美360的获取需求目前尚未公布。

## 历史
2008年7月31日，达美航空调整积分兑换机票的花费，并设立四种定价制度。一张国内经济舱机票的价格分别为 25,000里程、32,500里程、40,000里程或60,000里程，视供应情况而定。
2009年7月27日，达美航空向达美尊爵會会员可以将超額里程計算到到下一年。2010年获得65,000里程的會員将因达到50,000里程門檻而获得金籍会员身份，并在2011年尊爵会里程计算时获得15,000里程。
2009年10月1日，前西北航空飞行常客计划环宇里程优惠计划（WorldPerks） 正式与飞凡常客计划合并。直到2010年1月31日西北航空网站和订票系统并入达美航空。
2011年一月，达美航空宣布取消里程有效期限，成为当时美国主要航司中唯一一家有無限期里數的航空公司。美联航则在2019年跟进效仿。
2013年1月，达美航空在现有的里程和航段要求外，还设置了名为尊爵会资格美元消费（MQD）的定级消费要求，让尊爵会的获取门槛进一步提高。在达美航空发售的机票包括以达美名义下购买的代码共享机票上，每消费1美元可获得1个MQD。只有票价本身和航空公司收取的费用可获得MQD。政府规费和税费以及行李费、改签费等附属服务不能获得MQD。每年在达美航空美国运通联名卡上消费至少25,000美元的尊爵会会员则不受这项要求的限制，这项改动则会在2014年实施。2017年9月26日，达美航空宣布将仅适用于钻石籍尊爵会会员的信用卡豁免额度提高至25万美元。
2014年2月下旬，达美航空宣布飞凡里程计划将从一项飞行常客计划转变为消费计划。同时更新里程获取结构。每美元最低可获得5里程，最高可获得13里程。使用美国运通联名信用卡的飞凡里程会员可获得达美航空消费每美元额外2里程的奖励。另外任何机票可获得的最高里程数被设为75,000里程。
| 飞凡里程常客阶级 | 每美元里程 | 联名卡附加里程 | 总里程 |
| ---------------- | ---------- | -------------- | ------ |
| 普通会员         | 5          | +2             | 7      |
| 银籍尊爵会会员   | 7          | +2             | 9      |
| 金籍尊爵会会员   | 8          | +2             | 10     |
| 白金籍尊爵会会员 | 9          | +2             | 11     |
| 钻籍尊爵会会员   | 11         | +2             | 13     |

2015年飞凡里程计划的更新不会影响到2014年的尊爵会获得方式。同时宣布与爱彼迎建立合作关系。

## COVID-19疫情影响
达美飞凡里程常客计划估值为65亿美元。在疫情影响下，航空旅行需求直线下降，达美航空曾将此计划抵押用于获取贷款来维持公司的运营。达美航空报告显示，2020年上半年里程兑换量下降78%，导致旅客收入下降了60%。不过，多数常旅客继续使用其联名信用卡，与美国运通的销售现金同比仅下降5%至19亿美元。达美航空共筹集了90亿美元用于解决此次现金流问题。包括达美航空在内的大多数航司都降低保级需求来留住其忠实飞行常客。